# Миси (Кезький район)
Ми́си (рос. Мысы) — присілок в Кезькому районі Удмуртії, Росія.
Населення — 183 особи (2010; 240 в 2002).
Національний склад станом на 2002 рік:
- росіяни — 80 %

Урбаноніми:
- вулиці — Верхня, Ключова, Логова, Нова, Ставкова, Центральна, Шкільна
- провулки — Праці